# Sacco di Pavia (1527)
Il'sacco di Pavia del 1527 fu episodio militare della guerra della Lega di Cognac.

## Assedio
Il 28 settembre 1527 l'esercito francese, guidato da Odet de Foix conte di Lautrec, raggiunse la Certosa di Pavia e da qui decise di tentare l'assedio di Pavia poiché da quella città erano appena uscite tre bandiere di fanti spagnoli (circa 400 uomini) che si erano dirette alla volta di Milano.Il 30 settembre i francesi si accamparono nel Parco Visconteo davanti alle mura settentrionali della città mentre i veneziani si erano portati oltre il Ticino e l'assediavano da sud. Durante la notte i francesi prepararono due batterie d'artiglieria composte da 11-15 pezzi mentre i veneziani una batteria costituita da due soli cannoni. L'assedio vero e proprio iniziò il primo ottobre con il tiro dell'artiglieria francese e veneziana sulla città. Dopo un giorno di bombardamento i due terzi di una delle torri settentrionali del castello crollarono mentre i veneziani riuscirono ad aprire una breccia di 10-12 pertiche nelle mura meridionali. A fine giornata l'intera ala nord del castello era ormai distrutta e i francesi si prepararono all'assalto che però venne rinviato a causa della presenza dell'ampio fossato allagato e della sua notevole profondità.
Il 2 ottobre la guarnigione tentò una sortita in cui riuscì quasi a catturare Cesare Fregoso e che venne infine respinta dagli uomini di Antonio da Castello. La breccia nelle mura causata dall'artiglieria si allargò sino a circa 100 passi. Il giorno successivo Giampaolo Manfrone, celebre condottiero veneto allora a capo di 100 cavalieri pesanti, mentre stava ispezionando la batteria di cannoni dei veneziani venne ucciso da un colpo d'archibugio al petto e morì sul colpo. Lo stesso giorno Antonio de Leyva uscì con un esercito da Milano per cercare di sollevare l'assedio da Pavia ma arrivato a Binasco, non appena ebbe notizia che i francesi avevano intenzione di contrastarlo, si ritirò di nuovo nel capoluogo lombardo. Il 4 ottobre Odet de Foix spinse per un assalto generale alla città ma venne dissuaso dai suoi capitani. Alcuni guasconi, disobbedendo agli ordini, tentarono di infiltrarsi attraverso la breccia nelle mura presso il castello ma vennero respinti con molte perdite. Verso la sera del 5 ottobre Pavia era ormai indifendibile e Ludovico Barbiano da Belgioioso decise di uscire dalle mura e consegnarsi prigioniero al Lautrec, pressato anche dai suoi uomini che avrebbero voluto una resa più tempestiva. Proprio in quel momento scattò l'assalto che portò alla conquista e al violento sacco della città da parte dei francesi che non incontrarono più alcuna resistenza.

## Conseguenze
I saccheggi furono efferati e durarono per otto giorni.

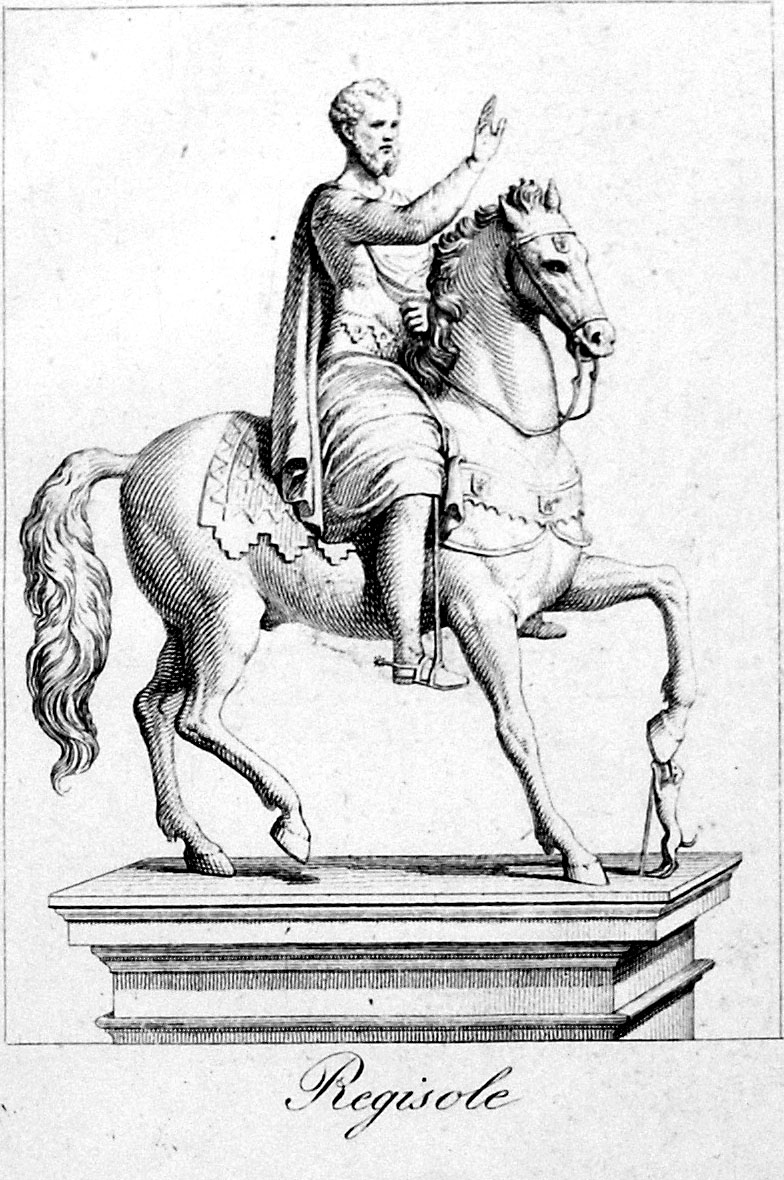
Il Regisole

Durante l'assedio, il Castello Visconteo perse l'ala nord - la più bella, perché conteneva gli appartamenti ducali, con stanze affrescate dal Pisanello - e le due torri di nordovest e nordest, le campagne attorno alla città furono devastate ed alcune chiese suburbane, o vicine alle mura, furono distrutte o talmente danneggiate da non essere più utilizzabili. Ma anche la statua del Regisole, una grande statua equestre in bronzo tardoromana che raffigurava un imperatore a cavallo e che da secoli era uno dei simboli di Pavia, attirò l'interesse dei saccheggiatori: un soldato di Ravenna, un certo Cosimo Magni, fece caricare la statua su di una barca, con l'intenzione di inviarla a Ravenna. Ma la nave fu fermata a Cremona per ordine di Francesco II Sforza e la statua, dopo essere rimasta cinque anni a Cremona, venne infine riportata a Pavia.
Il provveditore generale del campo veneziano, Domenico Contarini, racconta come vennero sottratte a stento dalle mani e degli squìzari e dei guasconi "75 donne belle et nobili monache; e altre 100 donne et puti".
Terminato il saccheggio, i francesi lasciarono Pavia il 18 ottobre 1527 e scesero verso Piacenza, diretti a Roma.